# Charles-Édouard Princeteau
Pour les articles homonymes, voir Princeteau.
Charles-Édouard Princeteau est un général de division de l’armée française, né le 18 janvier 1807 à Libourne en Gironde et mort le 24 mars 1876. Il est promu grand-croix de la Légion d'honneur en 1875.Il est le fils de Théodore Princeteau (1782-1853) et de Marie-Zelia Decazes (1787-1875) la sœur du premier duc Decazes. 